# Alessia Travaglini
Alessia Travaglini est une joueuse italienne de volley-ball née le 10 avril 1988 à Ascoli Piceno. Elle joue au poste de central. De la saison 2019/2020 elle est dans l'équipe P2P Givova Baronissi Volley.

## Palmarès

### Clubs
Championnat d'Italie:
- 2007

Challenge Cup:
- 2009